# 細尾獅子魚
細尾獅子魚，為輻鰭魚綱鮋形目杜父魚亞目獅子魚科的其中一種，分布於北大西洋的格陵蘭、加拿大、阿拉斯加東南部海域，棲息深度可達647公尺，為底棲性魚類，體長可達52公分，生活在藻類生長的岩石海域，屬肉食性，以甲殼類為食，生活習性不明。

## 擴展閱讀
維基物種上的相關：細尾獅子魚